# Леврнака
43° 49′ 33″ N 15° 15′ 01″ E / 43.82583° С; 15.25028° И
Леврнака је повремено насељено острво у хрватском дијелу Јадранског мора. Налази се у Корнатском архипелагу југозападно од повремено насељеног мјеста Лучице на острву Корнат. Дио је Националног парка Корнати. Њена површина износи 1,84 km², док дужина обалске линије врло разуђене обале острва износи 10,206 km. Највиши врх острва је 118 m висок Вели врх, југозападно од којег лежи 94 m висок врх Свирац. Између врхова се протеже залив Левранка који је отворен сјеверним вјетровима и врло дубок па представља проблем за сидрење бродова. Левранка је грађена је од кречњака кредне старости. Административно припада општини Муртер-Корнати у Шибенско-книнској жупанији.